# Línea 200 (RTP)
La línea 200 del RTP de la Ciudad de México, también conocida como Circuito Bicentenario, une Chapultepec-Churubusco-Aeropuerto-Chapultepec. El tipo de servicio de la línea es de Nochebús y Expreso.

## Recorrido y paradas
Las paradas de la línea son:
| Paradas en sentido Chapultepec-Churubusco-Aeropuerto-Chapultepec: |
| - Chapultepec - Benjamín Franklin - Tacubaya - San Antonio - Mixcoac - Av. Insurgentes - Av. Universidad - Centenario - División del Norte - Ermita - Eje 3 Oriente - Eje 6 Sur - Av. Apatlaco - Alcaldía Iztacalco - Añil - Avenida 8 - Norte 9 - Terminal Aérea - Oceanía - Eduardo Molina - Eje Central - La Raza - Manuel Carpio - México - Tacuba - Chapultepec |

| Paradas en sentido Chapultepec-Aeropuerto-Churubusco-Chapultepec: |
| - Chapultepec - México - Tacuba - Manuel Carpio - La Raza - Eje Central - Eduardo Molina - Oceanía - Terminal Aérea - Norte 9 - Avenida 8 - Añil - Alcaldía Iztacalco - Av. Apatlaco - Eje 6 Sur - Eje 3 Oriente - Ermita - División del Norte - Centenario - Av. Universidad - Av. Insurgentes - Mixcoac - San Antonio - Tacubaya - Benjamín Franklin - Chapultepec |